# Hemidactylus ruspolii
Hemidactylus ruspolii là một loài thằn lằn trong họ Gekkonidae. Loài này được Boulenger mô tả khoa học đầu tiên năm 1896.